# Influencia del nacimiento estacional en humanos

[ Mapa de calor interactivo] de las proporciones de nacimientos en cada día del año respecto al promedio, en Estados Unidos (arriba) e Inglaterra y Gales (abajo)
[[:commons:file:most_common_birthdays.svg#fileinfotpl_desc|[Leyenda y fuentes] ]]

La variación estacional en la tasa de natalidad humana se ha encontrado como un fenómeno casi universal. Asimismo, se ha descubierto que la estacionalidad en los nacimientos está correlacionada con ciertos rasgos fisiológicos y psicológicos de humanos y animales y la diabetes mellitus tipo 1. La evidencia de estacionalidad en humanos es limitada.

## Descripción

Una clasificación basada en cuántos bebés nacieron en los Estados Unidos en esa fecha entre 1973 y 1999

## Hallazgos

### Influencia en condiciones médicas
La estación en la que nacen los bebés puede tener un efecto en su riesgo futuro de desarrollar trastornos neurológicos como el trastorno afectivo estacional, la depresión bipolar y la esquizofrenia;  así como diabetes mellitus tipo 1. Las investigaciones han demostrado que la estación de nacimiento de un bebé puede influir en si llegará a convertirse en fumador empedernido. Aunque los aspectos de este efecto difieren según el sexo, el efecto existe en ambos.

### Estudios analíticos de población a gran escala
Recientemente, los análisis poblacionales a gran escala han permitido explorar hipótesis sobre mes/estación de nacimiento en grandes cohortes de personas. Un estudio utilizó 1,7 millones de pacientes de la Universidad de Columbia en la ciudad de Nueva York (NYC) para confirmar asociaciones entre condiciones neurológicas, respiratorias y reproductivas con el mes de nacimiento. Además, descubrieron una asociación entre las enfermedades cardiovasculares y el mes de nacimiento. Esto fue posteriormente confirmado en un estudio independiente, también utilizando datos de NYC. Investigadores también exploraron mecanismos correlacionados con la estación de nacimiento en un gran estudio poblacional que incluyó datos de 10,5 millones de pacientes, de tres países (Estados Unidos, Corea del Sur y Taiwán) y seis sedes de estudio. Encontraron correlaciones entre la edad relativa y los periodos de corte escolar. Y que la exposición a partículas finas en suspensión durante el primer trimestre aumentó el riesgo de fibrilación auricular más adelante en la vida.

### Como factor en el desarrollo académico
Existe evidencia local que sugiere que los niños nacidos más temprano en un año académico obtienen ventaja sobre sus compañeros nacidos más tarde:
"En el Reino Unido el año académico comienza en septiembre, y puede haber casi un año de diferencia de edad cronológica entre los mayores (cumpleaños en septiembre) y los menores (cumpleaños en agosto) en una misma clase. Existe evidencia de que, en este contexto, los niños nacidos en el trimestre de otoño (cumpleaños de septiembre a diciembre) tienen un mejor rendimiento académico, en relación con sus compañeros de clase, que los nacidos en el trimestre de primavera (cumpleaños de enero a abril), quienes a su vez superan a los nacidos en el trimestre de verano (cumpleaños de mayo a agosto)".

### Como factor de riesgo de suicidio
Las tasas de nacimiento de personas que posteriormente mueren por suicidio muestran un exceso desproporcionado en el hemisferio norte para abril, mayo y junio en comparación con los otros meses. En general, el riesgo de suicidio aumenta un 17 % para las personas nacidas en la primavera–principios del verano en comparación con aquellas nacidas en el otoño–principios del invierno; este aumento de riesgo fue mayor para las mujeres (29,6 %) que para los hombres (13,7 %).
Trabajos de investigación en Suecia muestran que quienes prefirieron el suicidio por ahorcamiento en lugar de por envenenamiento o gases de petróleo tenían una probabilidad significativamente mayor de haber nacido entre febrero y abril. El máximo de la curva de mes de nacimiento para preferir el ahorcamiento fue para marzo–abril y el mínimo para septiembre–octubre.
Sin embargo, otros estudios han demostrado que no existe efecto de la estación de nacimiento sobre los trastornos psicológicos, como la depresión y la ansiedad.